# 瓦爾瓦區

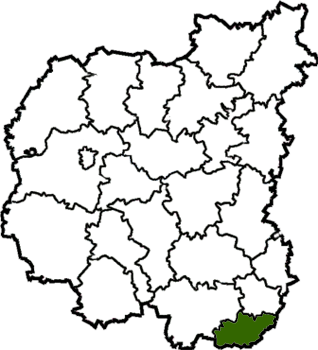
瓦爾瓦區在切爾尼戈夫州的位置

瓦爾瓦區（烏克蘭語：Варвинський район），是烏克蘭北部切爾尼戈夫州的一個旧區，行政中心設於瓦爾瓦，面積590平方公里，2013年人口16,848，人口密度每平方公里28.56人。